# Matt Reynolds (baseball, 1984)
Pour les articles homonymes, voir Reynolds et Matt Reynolds.
Matthew Paul Reynolds (né le 2 octobre 1984 à Knoxville, Tennessee, États-Unis) est un lanceur de relève gaucher au baseball jouant dans les Ligues majeures avec les Giants de San Francisco.

## Carrière
Matt Reynolds est repêché en 20e ronde par les Rockies du Colorado en 2007.
Il fait ses débuts dans les majeures le 19 août 2010 avec Colorado. Il remporte sa première victoire dans les majeures le 11 septembre suivant, face aux Diamondbacks de l'Arizona. C'est sa seule décision de la saison. Reynolds fait bien en 21 sorties pour Colorado avec une moyenne de points mérités de 2,00.
Employé régulièrement en relève par les Rockies en 2011, ce spécialiste gaucher est envoyé au monticule à 73 reprises. Il enregistre 50 retraits sur des prises en 50 manches et deux tiers lancées, avec une victoire, deux défaites et une moyenne de points mérités de 4,09.
Sa moyenne grimpe légèrement et atteint 4,40 en 57 manches et un tiers lancées lors de 71 sorties en relève en 2012.
Le 20 novembre 2012, les Rockies échangent Reynolds aux Diamondbacks de l'Arizona contre le joueur de champ intérieur Ryan Wheeler. Reynolds lance à 30 reprises en 2013 à sa première année avec les Diamondbacks. En 27 manches et un tiers au monticule, il n'accorde que 6 points mérités pour une moyenne de 1,98.